# Al-Arid
Al-Arid – wieś w Jordanii, w muhafazie Madaba. W 2015 roku liczyła 400 mieszkańców.